# Ézio
Ézio Leal Moraes Filho (Ponte de Itabapoana, 15 de mayo de 1966 – Río de Janeiro, 9 de noviembre de 2011), , conocido como Ézio o Super-Ézio, fue un futbolista brasileño, que jugaba en la posición de delantero. 
Durante su carrera (1986–1998), jugó en Bangu, Olaria, Portuguesa, Fluminense (marcó en este club 118 goles en 236 partidos), Atlético Mineiro, Americano Rio, CFZ do Rio, Rio Branco-ES y Internacional Limeira. Ganó, como jugador del Fluminense, un Campeonato Carioca en 1995, y dos Taça Guanabara, en 1991 y 1993.

## Clubes
| Club                    | País   | Año       | Partidos | Goles |
| ----------------------- | ------ | --------- | -------- | ----- |
| Bangu Atlético Clube    | Brasil | 1986-1988 | 10       | 1     |
| Olaria Atlético Clube   | Brasil | 1989      | ?        | 0     |
| Americano Futebol Clube | Brasil | 1990      | 5        | 5     |
| Portugesa               | Brasil | 1990      | 13       | 1     |
| Fluminense              | Brasil | 1991-1995 | 77       | 33    |
| Atlético Mineiro        | Brasil | 1995-1996 | 20       | 5     |
| Inter de Limeira        | Brasil | 1997-1998 | ?        | 0     |

## Palmarés

### Torneos regionales
| Título             | Club       | Estado         | Año  |
| ------------------ | ---------- | -------------- | ---- |
| Taça Guanabara     | Fluminense | Río de Janeiro | 1991 |
| Taça Guanabara     | Fluminense | Río de Janeiro | 1993 |
| Campeonato Carioca | Fluminense | Río de Janeiro | 1995 |